# Salvatore Vecchio
Salvatore Vecchio (Palma di Montechiaro, ...) è uno scrittore e critico letterario italiano.

## Biografia
Vive e lavora a Marsala e s'interessa di storia e letteratura siciliana. È stato professore di Filosofia e Storia nei licei. Ha esordito in poesia con Primo albore (1963) e nella critica letteraria con Vincenzo Cardarelli. L'Etrusco di Tarquinia (1989). Nel 1989 ha fondato e diretto «Spiragli. Rivista di arte letteratura e scienze» che ha cessato la pubblicazione nel 2011. Nel 1992 ha anche fondato e tuttora dirige ilCentro Internazionale di Cultura "Lilybaeum". È socio della SIDEF (Società italiana dei francesisti - Sez. prov. di Palermo) ed è stato insignito del titolo di accademico Honoris causa dell'Accademia siculo-normanna di Monreale e Palermo. 
Nel 1989 ha ricevuto il Premio della Cultura della Presidenza del Consiglio dei Ministri.

## Opere

### Poesia
- Primo albore (Poesie), Palma-Agrigento, 1963;
- È presente con 17 componimenti in Motivi del nostro tempo. Antologia poetica  (a cura di C. Messina e C. Cangelosi), Palermo, Ila-Palma, 1968.

### Prosa
- Le lettere di Maria Clara Neves, Palermo, Herbita, 1984.

### Saggistica
- Vincenzo Cardarelli, L’Etrusco di Tarquinia, Roma, E.I.L.E.S, 1989;
- Pirandello e Ionesco, Roma, E.I.L.E.S, 1996;
- La terra del Sole (Antologia di cultura siciliana), I vol.: Dalle origini ai Borboni; II, vol.: Dal Risorgimento ai nostri giorni, Caltanissetta, Terzo Millennio, 2001;
- Romano Cammarata, Caltanissetta, Terzo Millennio, 2002;
- Pirandello. Saggi sul teatro, Roma, E.I.L.E.S, 2011.

### Ha curato
- Sampé e Goscinny, Il piccolo Nicola, Trapani, 1994;
- D. Koenigsberger, Simonë seeks the oracle / Simone cerca l’oracolo, Caltanissetta, Quaderni di Spiragli, 1994;
- F. Leni di Spatafora, Storia dei Siciliani, Caltanissetta, TEV, 1991;
- H. e D. Koenigsberger, Atmosfere di Sicilia, Caltanissetta, Terzo Millennio, 2002.
- 51 voci in Dizionario enciclopedico dei pensatori e dei teologi di Sicilia, Sciascia, Caltanissetta-Roma (12 voll. in pubblicazione, Dalle origini al Settecento).

Scritti di letteratura, varia umanità, prose e poesie si trovano in “Spiragli” e in altri giornali e riviste.